# Limonia nubeculosa
Limonia nubeculosa är en tvåvingeart som beskrevs av Johann Wilhelm Meigen 1804. Limonia nubeculosa ingår i släktet Limonia och familjen småharkrankar. Arten är reproducerande i Sverige. Inga underarter finns listade i Catalogue of Life.

## Bildgalleri

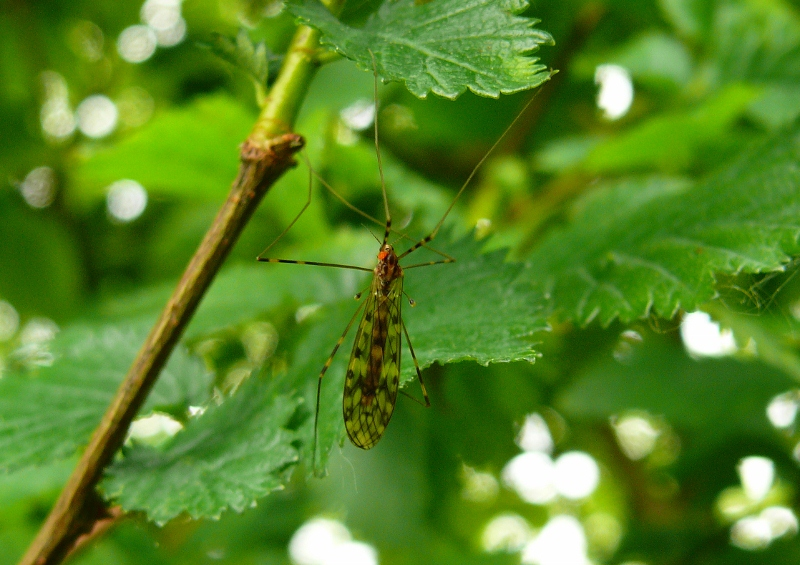
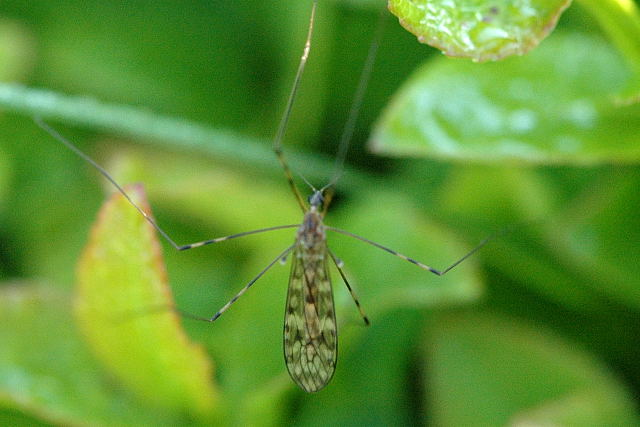